# 十街彝族乡
十街彝族乡是中华人民共和国云南省玉溪市易门县下辖的一个民族乡。

## 行政区划
十街彝族乡下辖以下村级行政区划单位：
十街村、马头村、张所村、贾姑村、金田村、老吾村、大村和脚家店村。